# David Neville
David Neville (Merrilville, 1º giugno 1984) è un velocista statunitense, specializzato nei 400 metri piani.

## Biografia
L'esordio a livello internazionale avviene ai Mondiali indoor di Valencia nel 2008, dove viene eliminato arrivando sesto nella sua semifinale dei 400 m piani.
Pochi mesi dopo partecipa ai Giochi olimpici di Pechino 2008 dove si aggiudica a sorpresa la medaglia di bronzo grazie ad un tuffo sulla linea del traguardo che gli permette di anticipare di soli quattro centesimi il bahamense Chris Brown. Due giorni dopo gareggia anche come terzo frazionista della staffetta 4×400 m che si aggiudica l'oro con il nuovo record olimpico di 2'55"39.
Vive a Los Angeles.

## Palmarès
| Anno | Manifestazione      | Sede           | Evento      | Risultato  | Prestazione | Note            |
| ---- | ------------------- | -------------- | ----------- | ---------- | ----------- | --------------- |
| 2007 | Campionati NACAC    | San Salvador   | 400 m piani | Finale     | dns         |                 |
| 2007 | Campionati NACAC    | San Salvador   | 4×400 m     | Oro        | 3'02"78     |                 |
| 2007 | Giochi panamericani | Rio de Janeiro | 4×400 m     | Argento    | 3'02"44     |                 |
| 2008 | Mondiali indoor     | Valencia       | 400 m piani | Semifinale | 48"18       |                 |
| 2008 | Giochi olimpici     | Pechino        | 400 m piani | Bronzo     | 44"80       |                 |
| 2008 | Giochi olimpici     | Pechino        | 4×400 m     | Oro        | 2'55"39     | Record olimpico |